# Alfabeto maltés
El alfabeto maltés (en maltés: l-Alfabett Malti) es el alfabeto utilizado para escribir el idioma maltés. Es el único ejemplo de un alfabeto latino utilizado oficialmente para escribir una lengua semítica. Por ello, contiene, además de las letras del alfabeto latino, letras diacríticas que lo enriquecen, con el fin de expresar lo más correctamente posible los fonemas, los sonidos y las entonaciones semíticas.
Hicieron falta aproximadamente dos siglos y más de doce versiones diferentes para que el alfabeto actual fuera fijado oficialmente el 1 de enero de 1934. La creación de este alfabeto era imprescindible para permitir a la lengua maltesa ser una lengua escrita, y no solo hablada.
Este alfabeto se encontró con numerosas dificultades: del orden técnico, para adaptar el alfabeto latino a una lengua semítica; del orden político, porque sobre este terreno de la escritura se enfrentaban los independentistas malteses, los partidarios del irredentismo italiano y los ocupantes ingleses; y finalmente, las religiones y las tradiciones, se oponían también sobre este asunto, no queriendo reconocer el origen árabe de la lengua.
La creación de este alfabeto se debe sobre todo a la voluntad de un pequeño número de letrados malteses.
El alfabeto maltés comprende 25 letras que componen 30 grafemas.
| Mayúsculas | A | B | Ċ | D | E | F | Ġ | G | Għ | H | Ħ | I | Ie | J | K | L | M | N | O | P | Q | R | S | T | U | V | W | X | Ż | Z |
| Minúsculas | a | b | ċ | d | e | f | ġ | g | għ | h | ħ | i | ie | j | k | l | m | n | o | p | q | r | s | t | u | v | w | x | ż | z |

## Creación del alfabeto (1750-1934)

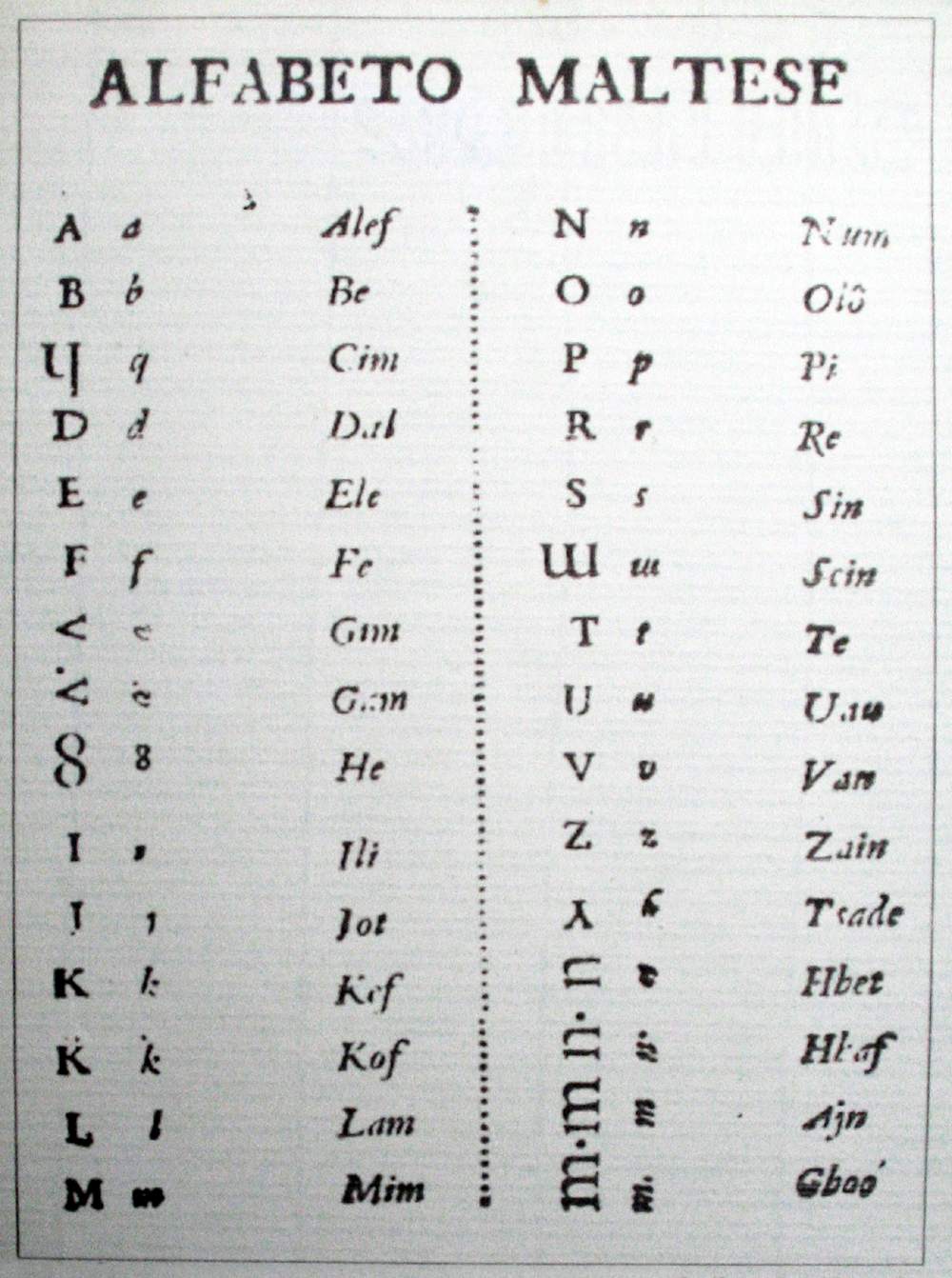
Primer alfabeto de Mikiel Anton Vassalli, publicado en Alfabeto maltese en 1788

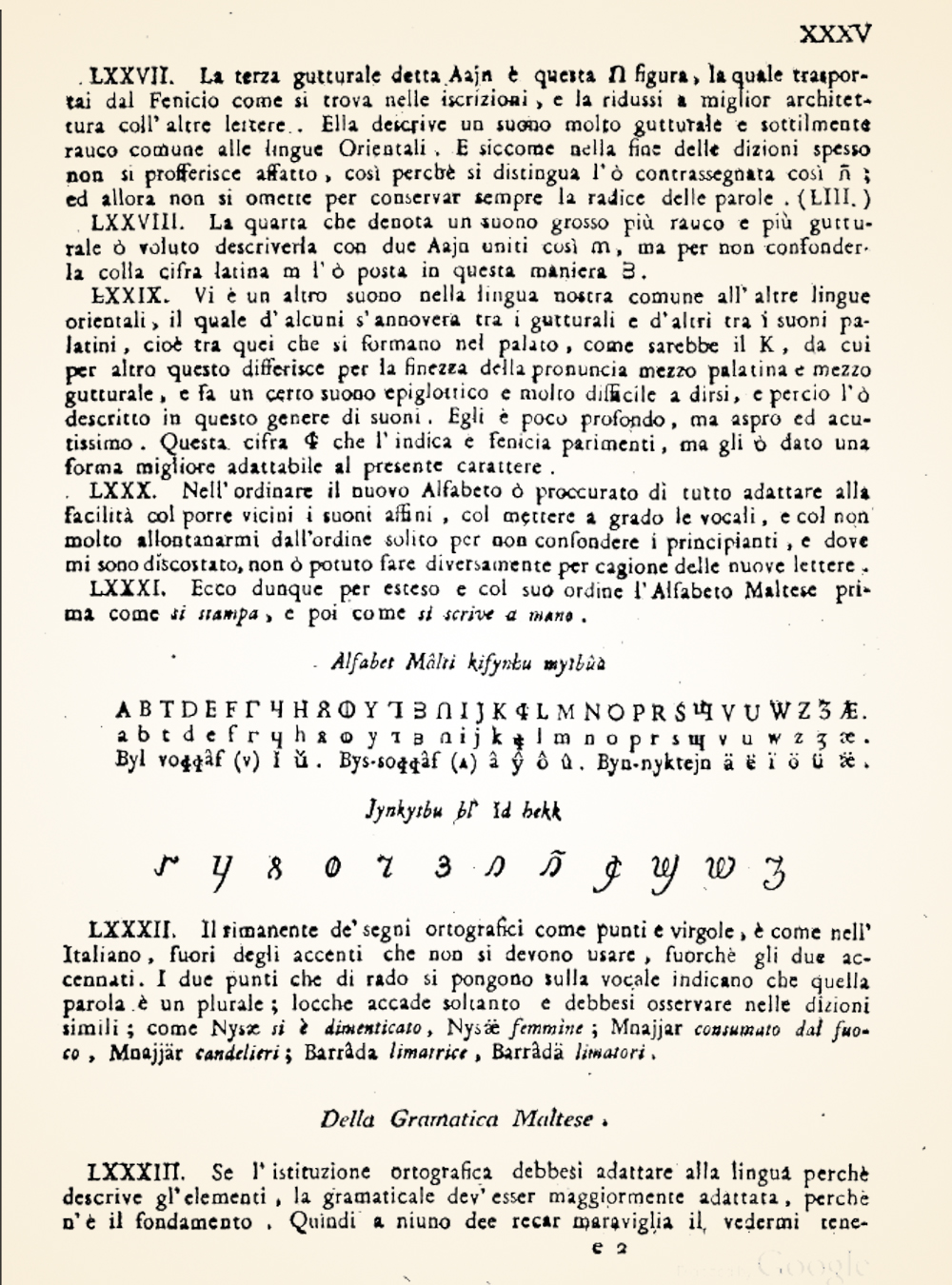
Tercer alfabeto de Mikiel Anton Vassalli, extraído de la edición original de 1796 del Lexicon.

El maltés fue por mucho tiempo una lengua únicamente hablada; la población se comunicaba en maltés pero los letrados utilizaban el siciliano para todos los escritos. De hecho, la transición del sículo-árabe al maltés, el idioma hablado y el escrito, seguirán en el archipiélago maltés una evolución paralela a la ocurrida en Sicilia, yendo esta, sin embargo, del sículo-árabe al siciliano.
Se pueden fechar los orígenes del maltés hacia el siglo XI, pero no es hasta el siglo XV cuando aparecen en escrituras notariales los primeros rastros escritos del maltés. Estos actos están redactados en siciliano, pero los nombres de persona y de lugar son escritos a menudo en maltés con una transcripción fonológica o fonética. Al no estar adaptado el alfabeto, esta transcripción era aleatoria, y en muchas ocasiones a un fonema maltés le correspondían varios diferentes sicilianos.
No sabemos si el maltés, antes del siglo XV, pudo haber sido escrito con el alfabeto árabe, pues no existe ningún texto que lo demuestre.
En 1920 se fundó la Alianza de los escritores del maltés (en maltés Għaqda tal-Kittieba tal-Malti) que desarrolló la ortografía moderna del maltés y finalmente en 1924 la Alianza editó el libro Tagħrif fuq il-kitba Maltija (Información sobre la escritura maltesa), obra escrita principalmente por Ninu Cremona y Ġanni Vassallo, que fijó el alfabeto del maltés y las reglas ortográficas. El 1 de enero de 1934 el gobierno maltés mediante ley hizo oficial el alfabeto y la ortografía desarrolladas por la Alianza. 
La ortografía del maltés ha sido actualizada en 1984, 1992 y 2008.

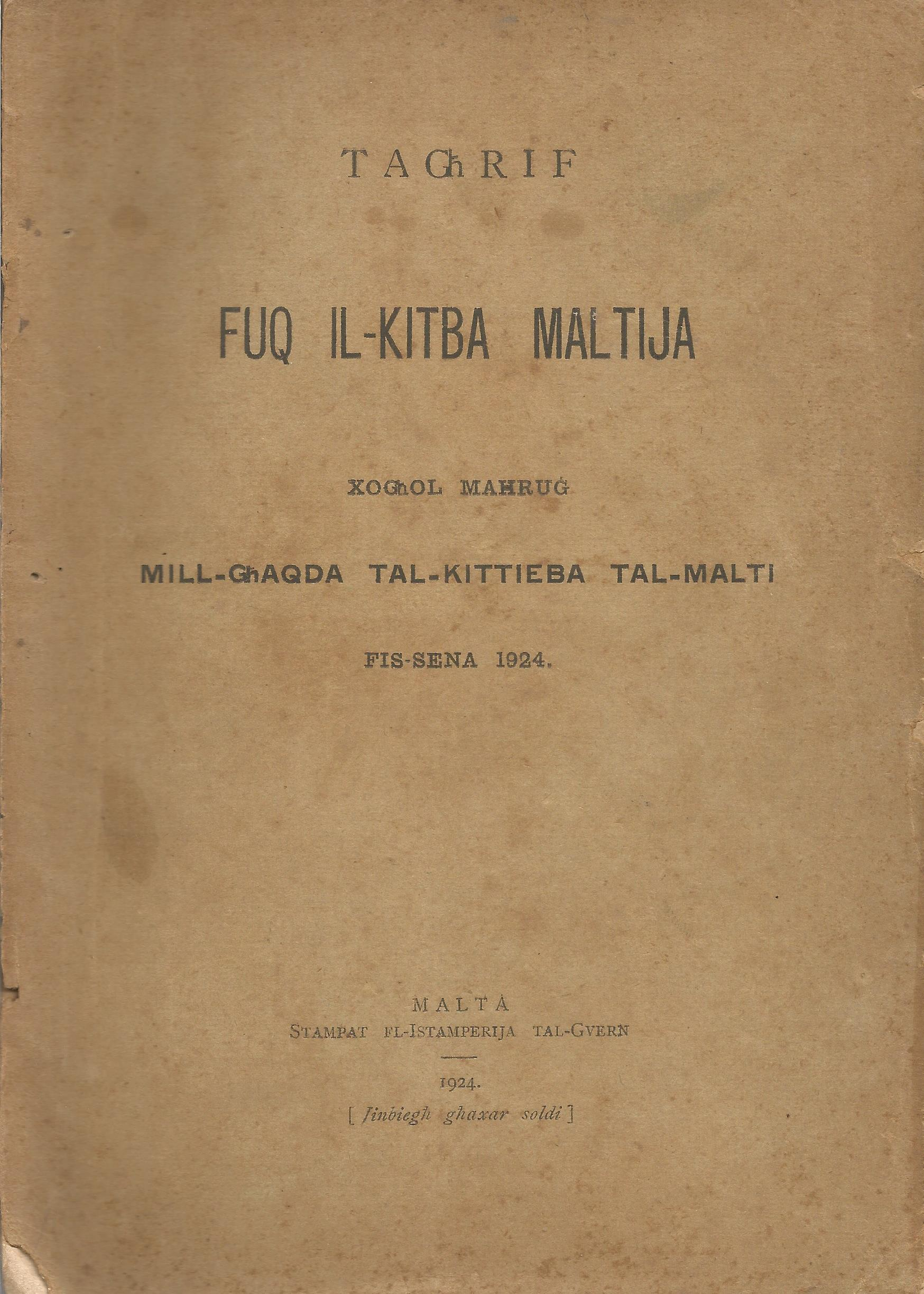
Edición original de 1924 de Tagħrif fuq il-Kitba Maltija, la primera regla de escritura del maltés que utiliza el alfabeto oficial

## Composición
El alfabeto maltés comprende 30 letras
- 5 vocales: a, e, i, o, u, ie
- 20 consonantes: b, d, f, g, h, ħ, j, k, l, m, n, p, q, r, s, t, v, w, x, z,

- 3 consonantes diacríticas: ċ, ġ, ż,
- 2 dígrafos: għ, ie.

Hay otro signo diacrítico, el acento grave, que es utilizado sobre la última sílaba de las palabras generalmente de origen siciliano o italiano (toscano), pero nunca sobre las palabras de origen semítico, quedando las letras: à, è, ì, ò y ù. No se pone acento sobre las palabras monosílabas.
Ya poco utilizado, el Kunsill Nazzjonali tal-Ilsien Malti (Consejo Nacional de la Lengua Maltesa) decidió, en su decisión de julio del 2008, suprimir el acento circunflejo de la escritura de la lengua maltesa.
Hace falta subrayar también que la letra diacrítica "ċ" existe, mientras que la letra "c" no pertenece al alfabeto.
La única letra del alfabeto clásico latino no usada en el alfabeto maltés es la letra "y" que corresponde con el empleo maltés de la letra "j".